# Red River County
Red River County är ett county i norra Texas med 12 860 invånare. Den administrativa huvudorten (county seat) är Clarksville och countyt har fått sitt namn efter Red River som utgör dess norra gräns.
Vicepresidenten John Nance Garner föddes i countyt nära staden Detroit.

## Geografi
Enligt United States Census Bureau så har countyt en total area på 2 739 km². 2 720 km² av den arean är land och 19 km² är vatten.  

### Angränsande countyn
- McCurtain County, Oklahoma - norr
- Bowie County - öster
- Morris County - sydost
- Titus County - söder
- Franklin County - sydväst
- Delta County - sydväst
- Lamar County - väster
- Choctaw County, Oklahoma - nordväst